# Noticastrum macrocephalum
Noticastrum macrocephalum là một loài thực vật có hoa trong họ Cúc. Loài này được (Baker) Cuatrec. mô tả khoa học đầu tiên năm 1973.